# Баженов Сергій Васильович
Сергій Васильович Баженов (8 серпня 1902, село Троїцьке, Тверська губернія — 1 квітня 1983, Київ) — український науковець (ветеринарний фармаколог та токсиколог), педагог, доктор ветеринарних наук (1958), професор (1961). Фундатор радянської ветеринарної медицини, засновник наукової школи ветеринарних токсикологів та мікотоксикологів, керівник десятків кандидатів та докторів медичних і ветеринарних наук.
Протягом 15 років — провідний науковець Київського ветеринарного інституту (1939—1941; 1944—1957), завідувач кафедри фармакології, декан ветеринарного факультету (1945—1947). Після об'єднання інституту із Українською сільськогосподарською академією у 1957-му році, майже 20 років — завідувач кафедри патологічної фізіології та фармакології (1960—1979). Автор понад 100 наукових робіт, зокрема об'ємного підручника «Ветеринарна токсикологія» (1951), перевиданого декілька разів.

## Життєпис
Народився 8 серпня 1902 року в селі Троїцьке (нині не існує) Тверської губернії в сім'ї сільського священника. У 1924-му році закінчив Казанський ветеринарний інститут. Учень професора Миколи Сошественського.
Відразу після закінчення інституту був призваний до Червоної армії. З 1924-го по 1929-й рік — викладач військової ветеринарно-фельдшерської школи, ветеринарний лікар полку. З 1929-го по 1937-й рік — помічник начальника сектору і відділу Ветеринарної хімічної лабораторії Червоної армії під керівництвом Миколи Сошественського.
Був демобілізований через 13 років після початку служби у званні майора. У тому ж році заочно закінчив Московський державний лінгвістичний університет, здобув звання перекладача вищої категорії з німецької мови.
У 1939-му році призначений завідувачем кафедри ветхімзахисту з токсикологією Київського ветеринарного інституту. З початком війни, у 1941-му році, інститут був евакуйований до Свердловська, де до 1944-го року Сергій Баженов виконував обов'язки завідувача кафедри ветеринарної фармакології та токсикології.
У 1942-му році здобув науковий ступінь кандидата ветеринарних наук, захистивши дисертацію на тему «Клиника и диагностика отравлений собак фосгеном и дифосгеном».
Після деокупації Києва обійняв посаду завідувача кафедри фармакології ветеринарного інституту, паралельно, протягом двох років (1945—1947), працював на посаді декана ветеринарного факультету. З 1947-го по 1957-й рік — вчений секретар Ради ветеринарного інституту. У 1948-му році заснував наукову школу ветеринарних токсикологів та мікотоксикологів.
У 1951-му році написав об'ємний підручник «Ветеринарная токсикология» (340 сторінок), перевиданий щонайменше чотири рази та перекладений на румунську, польську та інші мови.
У 1957-му році Київський ветеринарний інститут був об'єднаний із Українською сільськогосподарською академією. У 1958-му році здобув науковий ступінь доктора ветеринарних наук, захистивши дисертацію на тему «Ветеринарная токсикология: учебное пособие для ветеринарных институтов и факультетов».
В сільськогосподарській академії Сергій Баженов спочатку працював доцентом кафедри патологічної фізіології та фармакології, з 1960-го року — її завідувачем. У 1961-му році здобув вчене звання професора. У 1979-му році звільнився з посади завідувача кафедри патологічної фізіології та фармакології, залишив собі обов'язки професора-консультанта кафедри.

Могила Сергія Баженова, Байкове кладовище

Був одружений. Двоюрідний племінник — письменник Василь Баженов (1916—1995).
Незадовго до смерті виступив категорично проти будівництва Київського телецентру на місці Лук'янівського єврейського кладовища. Помер 1 квітня 1983-го року. Похований на старій частині Байкового кладовища разом з дружиною (ділянка № 5ст, 50°25′0.50″ пн. ш. 30°30′51.03″ сх. д. / 50.4168056° пн. ш. 30.5141750° сх. д.).

## Наукова та громадська діяльність
Досліджував широке коло наукових питань, зокрема фармакодинаміку лікарських рослин, історію ветеринарної медицини тощо. Окрім російської та української мов, досконало знав німецьку, вивчав і перекладав англійську, польську, болгарську мови. Автор понад 100 наукових робіт.
Депутат Київської міської ради трудящих II та III скликань. Член Всесвітньої організації історії ветеринарної медицини, член Вченої ради Інституту фармакології та токсикології, член Товариства києвознавців.
Серед учнів Сергія Баженова — десятки докторів та кандидатів медичних і ветеринарних наук, зокрема Григорій Хмельницький, Анатолій Мазуркевич, Микола Панько тощо.

## Науковий доробок (частковий)
- 1942 — «Клиника и диагностика отравлений собак фосгеном и дифосгеном» (дисертація)
- 1951 — «Ветеринарная токсикология» (підручник)
- 1957 — «Первый ветеринарный журнал в России» (стаття)
- 1958 — «Ветеринарная токсикология: учебное пособие для ветеринарных институтов и факультетов»: диссертация доктора ветеринарных наук : 16.00.00. — Москва ; Ленинград: Сельхозгиз, 1958. — 392 с. : ил.; 22х15 см.
- 1965 — «Защита животных от вредного воздействия химических веществ» (стаття)
- 1976 — «Справочная книга по ветеринарной токсикологии пестицидов» (у співавторстві)
- 1977 — «Рекомендации по профилактике, диагностике и лечению отравлений сельскохозяйственных животных карбамидом и нитратами» (у співавторстві)